# Атака легкої бригади
Атака легкої бригади (англ. The Charge of the Light Brigade) — катастрофічна за наслідками атака британської бригади легкої кавалерії під командуванням лорда Кардігана на позиції російської армії у ході Балаклавської битви 25 жовтня 1854 року, під час Кримської війни. Вона увійшла в історію також завдяки віршу Альфреда Теннісона «Атака легкої кавалерії».

## Передісторія
Кавалерійська дивізія британської «Східної армії» стояла табором в Балаклавській долині, охороняючи комунікацію, що сполучала британську армію під Севастополем з морською базою в Балаклаві. До складу дивізії входили бригади важкої та легкої кавалерії, кожна мала по 5 полків (всього близько 1500 вершників). Дивізії були додані дві артилерійські батареї (12 гармат). На чолі дивізії перебував генерал-лейтенант Чарльз Бінгхем, а Важкою і Легкою кавалеріями командували генерал-майор Джеймс Скарлетт і генерал-майор Джеймс Браденелл, граф Кардіган. До Кримської війни Кардіган ніколи не брав участь у бойових діях.
До складу легкої кавалерії входили 4-й і 13-й легкі драгунські полки, 17-й уланський полк, 8-й і 11-й гусарські полки.
25 жовтня головнокомандувач російськими військами в Криму О. С. Меншиков вирішив завдати удару по комунікаціях супротивника. На Чорній ріці був зібраний загін під командуванням генерала Павла Ліпранді, близько 16 000 чоловік. В 05:00 загін перейшов у наступ, і в 07:30 Азовський піхотний полк штурмом взяв осанський редут № 1 на Кадикойських висотах. Османи втекли, кинувши ще 3 редути. При цьому вони покинули близько 9 британських гармат. Вже о 8:00 на місце бою прибули командувачі — британський генерал лорд Раглан і французький генерал Канробер.
«Артилерійська зброя в ті роки була більше, ніж засіб ведення бою. Це був своєрідний символ. Артилерійські частини не мали навіть знамен, емблеми армії і держави стояли на дулах гармат. Навіть пошкоджена ворожа гармата забиралася як трофей. Наприклад, саме з російських бронзових гармат відлита частина вищих військових нагород Великої Британії — Хрест Вікторії. Тому спостерігати старому служаці лорду Раглану за цією ганьбою було найвищою мірою неприємно.»
Лорд Раглан, вказуючи Канроберу на росіян, які вивозять гармати з редутів, сказав, що шкода віддавати їм ці гармати. Канробер відповів: «Навіщо йти самим на росіян? Дамо їм йти на нас: ми на найвищій позиції, не будемо звідси рушати!» Однак, Раглан покликав бригадного генерала Ейрі і продиктував йому кілька рядків. Ейрі передав папірець капітану Л. Е. Нолану і велів передати її командирові кавалерії, графу Лукану. У наказі Лукан прочитав:
 Лорд Раглан бажає, щоб кавалерія швидко пішла у фронтову атаку і спробувала перешкодити ворогові вивезти геть гармати. Загін кінної артилерії також може приєднатися. Французька кавалерія у вас знаходиться на лівому фланзі. Негайно.Оригінальний текст (англ.)
Lord Raglan wishes the Cavalry to advance rapidly to the front, follow the enemy, and try to prevent the enemy carrying away the guns. Troop Horse Artillery may accompany. French Cavalry is on your left. Immediate.
Згодом Раглан стверджував, що капітан Нолан забув додати усно, що йому було наказано: «якщо можливо (if possible)». Лукан же висловлював готовність під присягою засвідчити, що цих слів («якщо можливо») Нолан йому не казав.

## Атака

Схема балаклавської битви

Отримавши наказ атакувати, граф Лукан запитав Нолана, які саме гармати маються на увазі в наказі. Капітан Нолан показав рукою, причому начебто на позиції в дальньому кінці долини. Сам Нолан загине на самому початку атаки і суть його жесту залишиться невідомою. Лукан наказав графу Кардігану очолити бригаду чисельністю 673 людини (за іншими даними 661 або 607) і атакувати по долині між Федюхіними горами і тими редутами, що вранці захопили росіяни. Кардіган намагався заперечити, що на рівнині знаходяться важкі російські гармати, які захищені з обох флангів іншими гарматними батареями і стрілцями на навколишніх пагорбах. Але генерал-лейтенант Лукан відповів: «В нас немає вибору, окрім як слухатися (we have no choice but to obey)». І генерал-майор Кардиган скомандував: «В атаку!»
 У десять хвилин на дванадцяту в атаку пішла наша бригада легкої кавалерії… Коли вона рушила вперед, росіяни зустріли її вогнем гармат з редуту праворуч, рушничними і штуцерними залпами. Наші кавалеристи гордо промчали повз; їх амуніція і зброя виблискували під ранковим сонцем у всій пишності. Ми не вірили своїм очам! Невже ця жменька людей зібралася атакувати цілу армію, збудовану в бойовий порядок? На жаль, так воно і було: їх відчайдушна хоробрість не знала меж, настільки, що забуто було те, що називають її найвірнішим супутником — розсудливість (Вільям Рассел).

## Наслідки

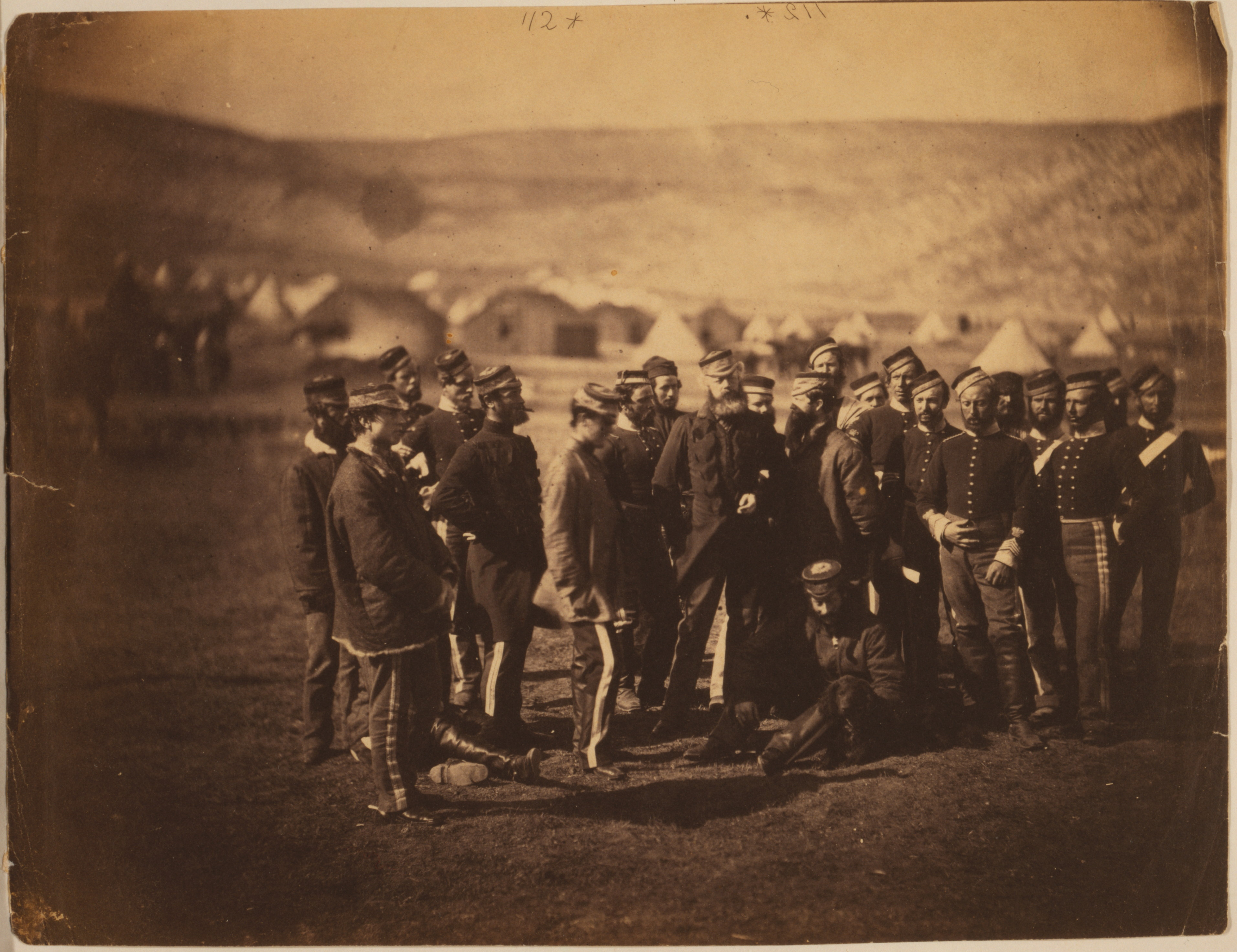
Офіцери і рядові 13-го легкого драгунського полку, що вижили

Ось як описує закінчення атаки британський журналіст Вільям Говард Рассел у своєму репортажі для газети «Таймс»: «Отже, ми спостерігали, як вони увірвалися на батарею; потім, до нашого захвату, ми побачили, що вони повертаються, пробившись крізь колону російської піхоти, розкидавши її як стіг сіна. І тут їх — втративших лад, розсіяних по долині — змів фланговий залп батареї на пагорбі. Поранені і кавалеристи, що втратили коней, які бігли до наших позицій, красномовніше будь-яких слів свідчили про їх сумну долю — так, вони зазнали невдачі, але навіть напівбоги не змогли б зробити більшого…. В 11:35 перед проклятими московськими гарматами більше не залишилося британських вояків, окрім мертвих і вмираючих…»
Підсумок атаки для британців був трагічний: за 20 хвилин бою з трохи більше 670 кавалеристів загинуло і пропало безвісти 156 осіб та було поранено 122 (всього 278). Британці втратили 355 своїх коней.
Все ж варто зауважити, що атака бригади легкої кавалерії можливо й не була аж надто безглуздою. Вона відбулася після того, як «тонка червона лінія» британської піхоти (ще один символ британської історії) встояла і відбила усі атаки російських військ.
Після цього можна було очікувати контратаки союзних військ на головні російські позиції. У такому разі придушення потужної фланкуючої батареї росіян набувало особливого значення. Можливо — саме такі міркування надихали британських кавалеристів у смертельній атаці. І британська легка кавалерія своє завдання все ж виконала.
Але розвитку атаки не сталося. Самопожертва кавалеристів виявилася марною.
Чи були у головнокомандувача (лорд Раглан) плани масованої контратаки (і чи змінилися), чи помилився загиблий капітан Нолан — це мабуть залишиться довічною загадкою історії.

## В кіно, літературі і музиці
Цій події присвячено:
- Хрестоматійний вірш лорда Теннісона (1854) — ось його 4 українські переклади.
- Художній фільм «Атака легкої кавалерії» 1936 року.
- Художній фільм «Атака легкої кавалерії» 1968 року,
- Пісня «The Trooper» групи Iron Maiden з альбому «Piece of Mind».

Також відома поема Редьярда Кіплінга (1891) The Last of the Light Brigade
- У російському перекладі.